# 内藤就藤
内藤 就藤（ないとう なりふじ）は、戦国時代の武将。毛利氏の家臣。

## 生涯
詳しい出自は不明であるが、毛利元就に仕える。
弘治3年（1557年）4月3日に大内義長を自害させて防長経略を終えた元就は、同年4月23日に防府を発って安芸国吉田へ帰国したが、元就の帰国に乗じて旧大内氏家臣の蜂起が相次いだ。そのため、元就は周防国と長門国の守備を強化するために、同年12月22日に就藤に山口守備の任に当たっていた市川経好の補佐を命じた。その手当として就藤には100石の所領と一所代官を与えられた。
永禄4年（1561年）11月5日、杉松千代（後の杉重良）が豊前松山城の城主となると、天野隆重がその補佐につき、就藤や毛利元種・元員父子などが共に在城した。同年の年末に歳暮として元就に小袖一領、織物と革袴上下一具を献じた。
永禄11年（1568年）、堀立直正や麻生鎮里らと共に豊前香春岳城を守備する。
永禄12年（1569年）5月8日に毛利輝元の命を受け、5月10日に門司城に登城。
同年8月9日、大友水軍の若林鎮興が周防国の秋穂浦を襲撃。同地を守備していた毛利軍数十人が戦死し、兵船一艘が鹵獲された。これに対し元就は8月18日に就藤、信常元実、児玉安信へ防長の沿海警備を命じ、大友水軍の来襲に備えさせた。
さらに同年10月の大内輝弘の乱において、就藤は山口の高嶺城に入城し、九州へ出陣中の城主・市川経好に代わって山県元重と共に守備を務めた。さらに国清寺の住持・竺雲恵心や、在郷の士である有馬世澄、津守輔直、寺戸対馬守、乗福寺の代僧らも籠城に加わり、経好の妻・市川局も鎧を身にまとって城兵を鼓舞したため高嶺城は落ちなかった。
元亀3年（1572年）10月3日に死去。就藤の養子となっていた児玉就忠の四男・元輔が後を継いだ。